# Team Novo Nordisk/2023
Deze pagina geeft een overzicht van de Team Novo Nordisk-wielerploeg in 2023.

## Algemene gegevens
Teammanager: Vassili Davidenko
Ploegleiders: Massimo Podenzana, Gennady Mikhaylov
Fietsmerk:

## Renners
| Naam                | Geboortedatum | Nationaliteit       | Ploeg 2022                              |
| ------------------- | ------------- | ------------------- | --------------------------------------- |
| Hamish Beadle       | 02-04-1998    | Nieuw-Zeeland       |                                         |
| Sam Brand           | 27-02-1991    | Verenigd Koninkrijk |                                         |
| Robbe Ceurens*      | 29-06-2001    | België              |                                         |
| Stephen Clancy      | 19-07-1992    | Ierland             |                                         |
| Lucas Dauge         | 28-12-1996    | Frankrijk           |                                         |
| Quinten De Graeve** | 24-01-2000    | België              | -                                       |
| Gerd de Keijzer     | 18-01-1994    | Nederland           |                                         |
| Jan Dunnewind       | 08-07-1998    | Nederland           |                                         |
| Joonas Henttala     | 17-09-1991    | Finland             |                                         |
| Declan Irvine       | 11-03-1999    | Australië           |                                         |
| Matyáš Kopecký      | 19-01-2003    | Tsjechië            |                                         |
| Péter Kusztor       | 17-12-1984    | Hongarije           |                                         |
| David Lozano        | 21-12-1988    | Spanje              |                                         |
| Andrea Peron        | 28-10-1988    | Italië              |                                         |
| Logan Phippen       | 10-05-1992    | Verenigde Staten    |                                         |
| Charles Planet      | 30-10-1993    | Frankrijk           |                                         |
| Umberto Poli        | 27-08-1996    | Italië              |                                         |
| Filippo Ridolfo     | 08-11-2001    | Italië              |                                         |
| Ulugbek Saidov      | 06-10-1996    | Oezbekistan         | Tashkent City Professional Cycling Team |

* tot 24/5
** vanaf 7/6

### Vertrokken
| Naam             | Geboortedatum | Nationaliteit | Ploeg 2023 |
| ---------------- | ------------- | ------------- | ---------- |
| Mehdi Benhamouda | 02-01-1995    | Frankrijk     | ?          |

## Overwinningen
Ronde van de Mirabelle
Puntenklassement: Andrea Peron
Bingoal Pauwels Sauces WB · Bolton Equities Black Spoke · Burgos-BH · Caja Rural-Seguros RGA · EOLO-Kometa · Equipo Kern Pharma · Euskaltel-Euskadi · Green Project-Bardiani-CSF-Faizanè  · Human Powered Health · Israel-Premier Tech · Lotto-Dstny · Q36.5 Pro Cycling Team · Team Corratec · Team Flanders-Baloise · Team Novo Nordisk · Team TotalEnergies · Tudor Pro Cycling Team · Uno-X Pro Cycling Team
2008 · 2009 · 2010 · 2011 · 2012 · 2013 · 2014 · 2015 · 2016 · 2017 · 2018 · 2019· 2020· 2021 · 2022 · 2023 · 2024 · 2025